# Mullagh
Mullagh (irisch An Mullach) ist eine dörfliche Stadtgemeinde im County Cavan in der Republik Irland.

## Lage
Mullagh liegt im Süden des Countys Cavan nahe der Grenze zum County Meath abseits größerer Straßen.  Bekanntere Orte in der Umgebung sind westlich Virginia im gleichen County sowie Kells im County Meath; beide sind etwas über zehn Kilometer entfernt.

## Einwohnerentwicklung
Die Einwohnerzahl hat sich zwischen 1991 und 2022 nahezu vervierfacht:.
| 1991 | 1996 | 2001 | 2006 | 2011 | 2016 | 2022 |
| ---- | ---- | ---- | ---- | ---- | ---- | ---- |
| 426  | 403  | 479  | 679  | 1137 | 1348 | 1651 |

## Sehenswürdigkeiten
In Mullagh befindet sich ein dem hier geborenen und in Würzburg ermordeten Kilian gewidmetes Überlieferungszentrum. Das Zentrum hat neben dem in der Nähe gefundenen Oghamstein von Rantavan darüber hinaus eine Ausstellung über Ogham-Schriften und Entwicklung von Bilderhandschriften.

## Persönlichkeiten
- T. P. McKenna (1929–2011), Schauspieler
- Brían F. O’Byrne (* 1967), Schauspieler